# Zakumske (Kosivșciîna), Sumî
Zakumske (în ucraineană Закумське) este un sat în comuna Kosivșciîna din raionul Sumî, regiunea Sumî, Ucraina.

## Demografie
Componența lingvistică a localității Zakumske
     Ucraineană (89,74%)
     Rusă (8,97%)
Conform recensământului din 2001, majoritatea populației localității Zakumske era vorbitoare de ucraineană (89,74%), existând în minoritate și vorbitori de rusă (8,97%).